# 鞠
鞠（?—?），姬姓，亦称鞠陶，是不窋的儿子，是夏朝末期周部落首领。其父不窋率领周人迁徙到北豳（今甘肃省庆城县）的戎狄之间。鞠放弃了祖先的农业，和戎、狄学习畜牧业，直到其子公刘才恢复。